# Margaret Stoddart
Margaret Olrog Stoddart (n. 3 octombrie 1865, Diamond Harbour⁠(d), Canterbury Region⁠(d), Noua Zeelandă – d. 10 decembrie 1934, Hanmer Springs⁠(d), Canterbury Region⁠(d), Noua Zeelandă) a fost o artistă din Noua Zeelandă.

## Viața timpurie și educația
Stoddart s-a născut în Diamond Harbour, Canterbury, Noua Zeelandă în 1865, fiind unul dintre cei șase copii născuți ai cuplului Mark Pringle Stoddart (1819-1885) și Anna Barbara (n. Schjott). Bunicul ei (tatăl lui Mark Stoddart) a fost amiralul Pringle Stoddart, un celebru ofițer al Marinei Regale Britanice. Unchiul ei a fost poetul scoțian Thomas Tod Stoddart. Familia s-a mutat înapoi în Scoția în 1876, și Stoddart a urmat acolo Edinburgh Ladies' College. Când avea 14 ani, familia ei s-a întors în Noua Zeelandă, mutându-se la Fendalton în Christchurch.
Când Școala de Artă a Colegiului Canterbury (acum cunoscută sub numele de Școala de Arte Frumoase Ilam) s-a deschis în 1882, ea s-a înscris, terminând studiile în 1890. I s-a acordat certificatul complet de clasa a II-a. În această perioadă a devenit membră a Clubului Palette, o asociație de artiști care s-au angajat să lucreze peisaje de natură.

## Cariera
Stoddart a început să-și stabilească o reputație ca fiind unul dintre cei mai importanți pictori de flori ai țării, iar în 1885 a fost aleasă în consiliul Societății de Arte din Canterbury. În 1886 și 1891 și-a vizitat prietenii din Insulele Chatham. Călătoriile ei au fost înregistrate într-un album care mai târziu a fost prezentat Muzeului Canterbury.
Instituții respectate au început să-i cumpere lucrările. În 1885, Societatea de Arte din Canterbury a cumpărat două dintre picturile ei cu flori pentru colecția sa permanentă. În 1890, 12 dintre picturile ei botanice au fost achiziționate de Muzeul Canterbury. Ea a expus, de asemenea, la Societatea de Arte din Auckland în 1892. În 1894, a călătorit la Melbourne, unde, cu sprijinul lui Ellis Rowan, pictorul australian de flori, a susținut o expoziție de succes.
În jurul anului 1898, Stoddart a navigat spre Anglia. Ea a rămas la Londra înainte de a se muta să locuiască la St Ives în Cornwall, găzduind la acea vreme o colonie de artiști. Ea a petrecut peste nouă ani pictând în Europa, trăind nu numai în Anglia, ci și în Franța și Italia. La scurt timp după sosirea ei, în 1898 sau 1899, a plecat în Norvegia. Ea a vizitat Franța și a petrecut aproape un an în Italia în 1905/06. A luat lecții de la Norman Garstin, Louis Grier și Charles Lasal printre alții și a fost puternic influențată de mișcarea impresionistă.
În Anglia, Stoddart s-a întâlnit intermitent cu Frances Hodgkins, o altă artistă expatriată. În 1903, cele două au lucrat împreună în satul englez Bushey din Hertforshire. Stoddart a expus picturi Institutului Regal din Londra, la Societatea Acuareliștilor din Roma, iar la Paris a expus la Salonul Société des Artistes Français și Société Nationale des Beaux-Arts. La o expoziție din 1902 la Baillie Gallery, Londra, lucrarea ei a fost elogiată de The Sunday Times. Înainte de a pleca în Noua Zeelandă, a expus la Royal Academy of Arts și la Society of Women Artists.
Stoddart s-a întors în Noua Zeelandă în noiembrie 1906 și a locuit cu mama și sora ei. În 1913 s-a mutat împreună cu familia ei la Christchurch. În afară de o călătorie în Australia și Tahiti în aproximativ 1926, ea a rămas în Noua Zeelandă pentru tot restul vieții.
În anii următori, Stoddart a fost membru al Christchurch Sketch Club, vicepreședinte al Societății de Arte din Canterbury și a predat la Canterbury College School of Art. Ea a influențat mulți alți artiști mai tineri prin modul ei de predare.
Stoddart a murit în Hanmer Springs, North Canterbury, în urma unui atac de cord la 10 decembrie 1934. Decesul ei a fost marcat de expoziții retrospective importante ale operei ei la Christchurch, Wellington și Auckland în 1935.

## Galerie

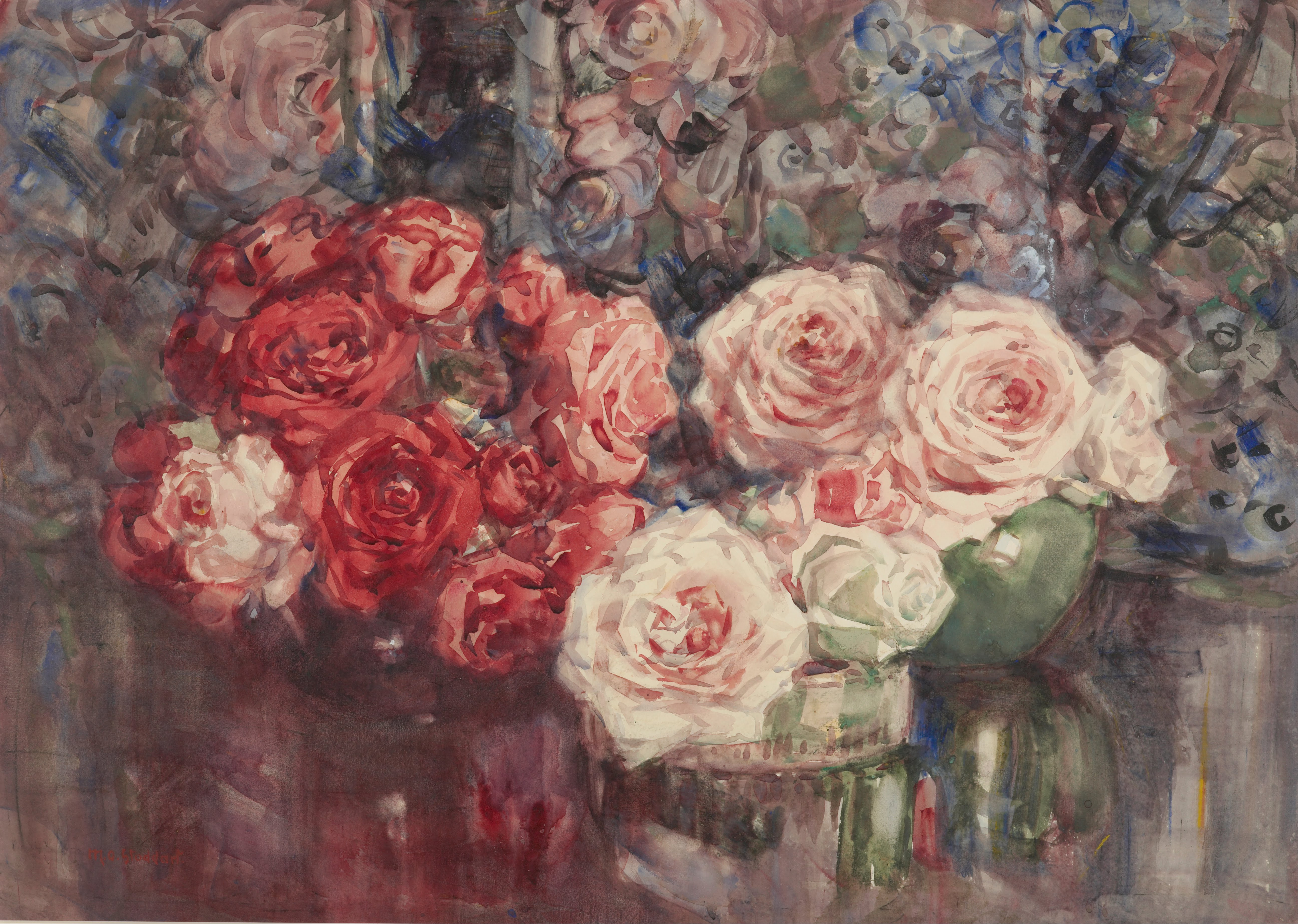
Margaret Stoddart - Trandafiri (acuarelă)
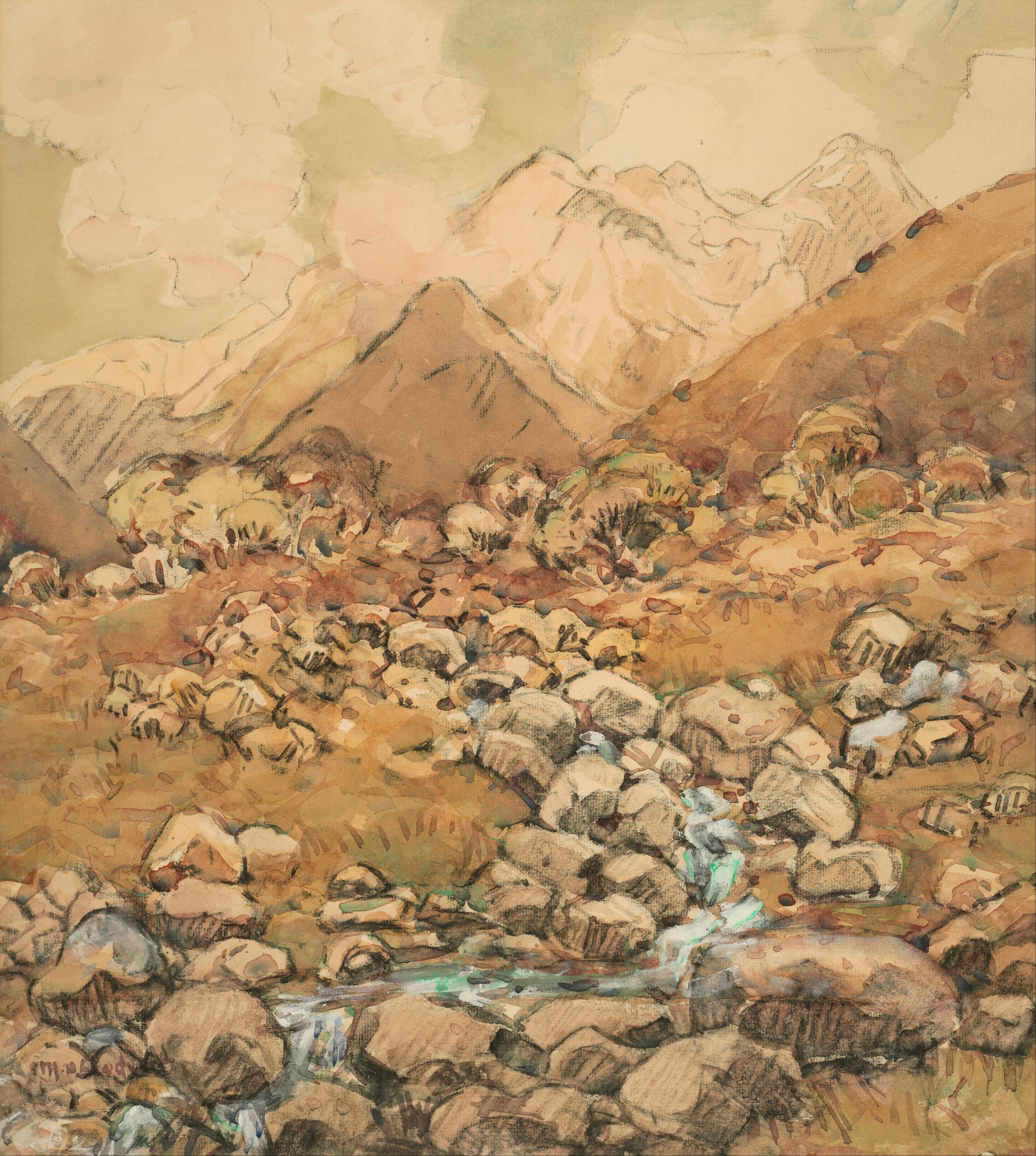
Margaret Stoddart - Vedere a Mount Cook (acuarelă și guașă)
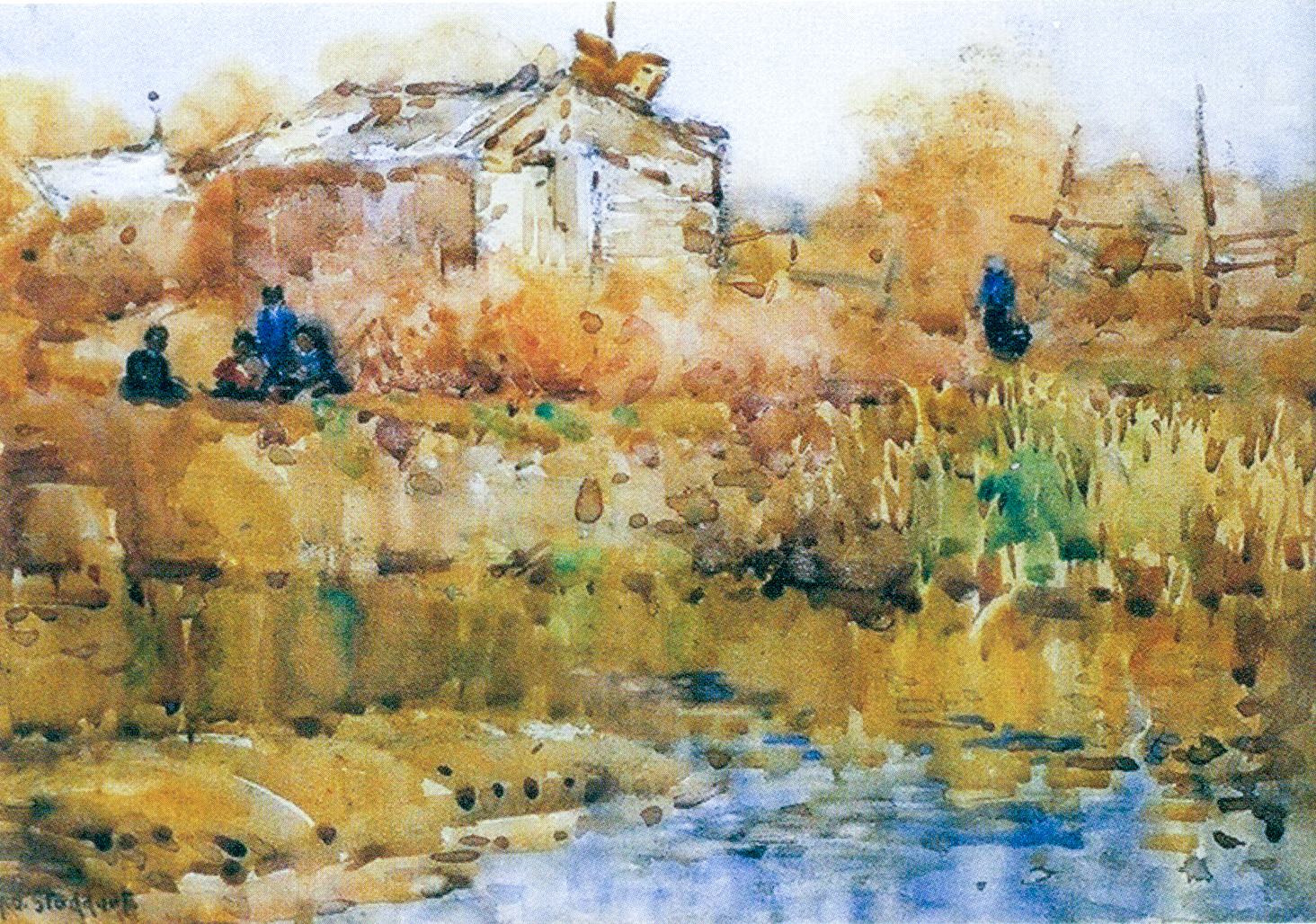
Căsuțe maori lângă lac
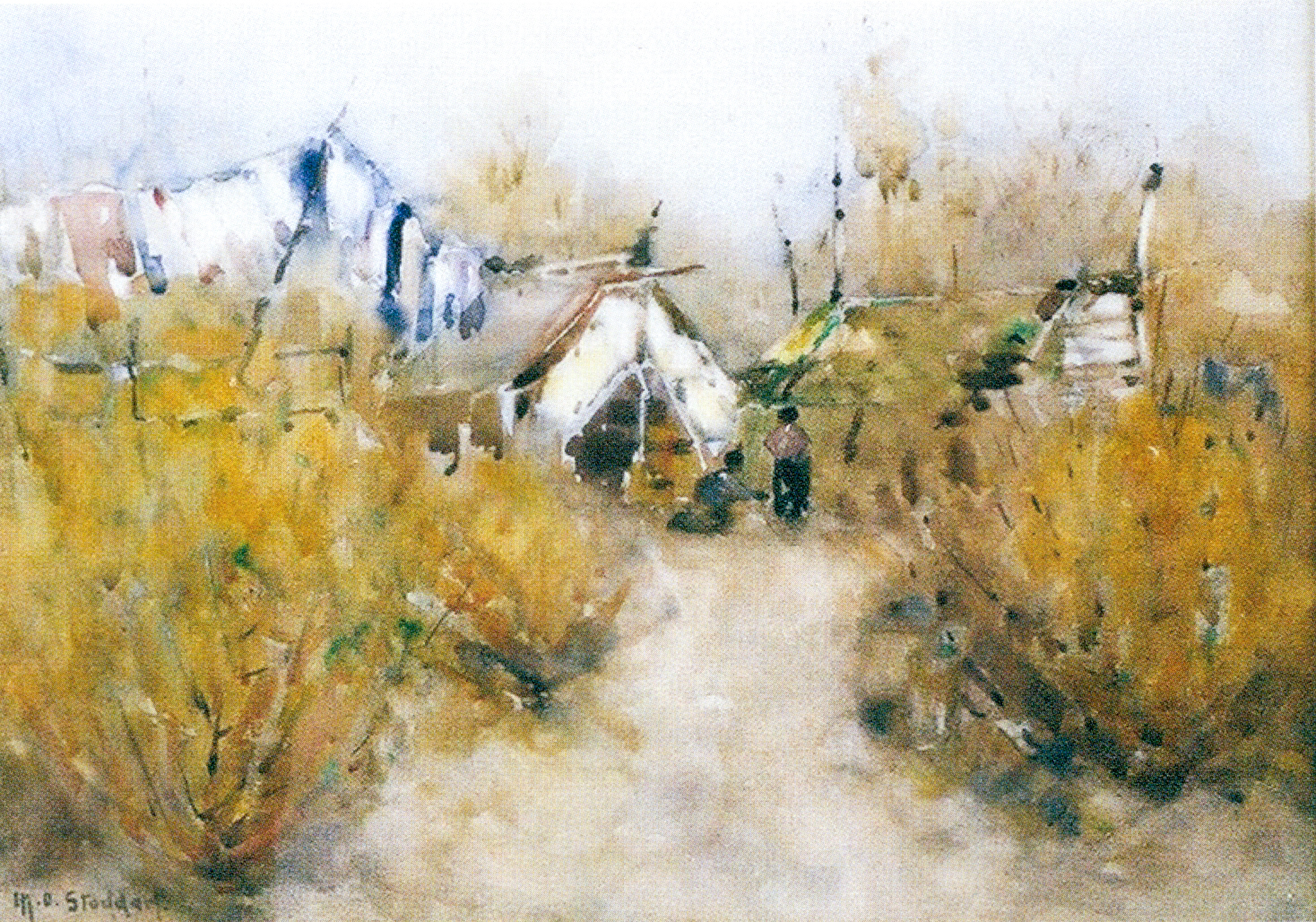
Tabără maori lângă Rotorua